# リュテニッツァ

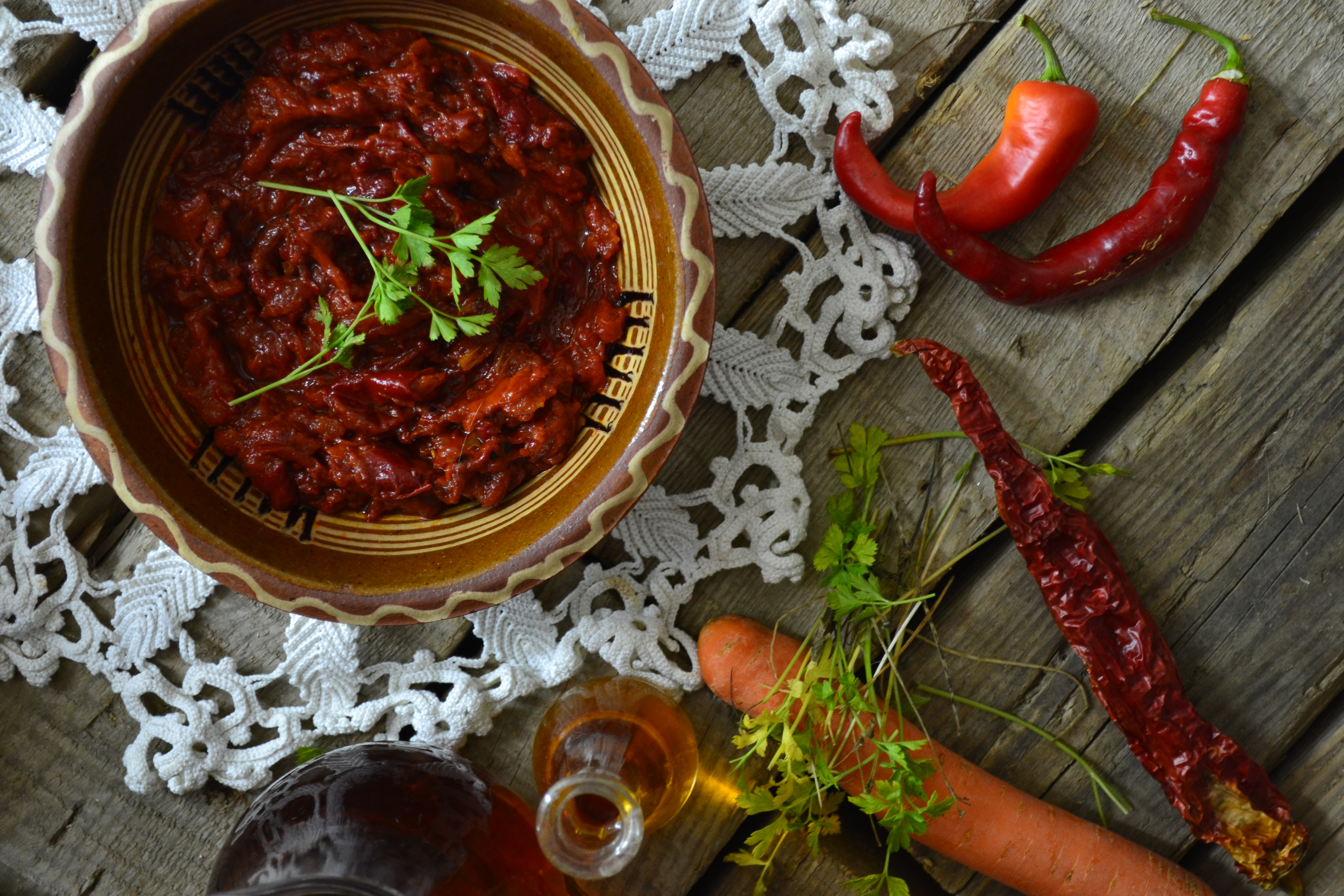
リュテニッツァ

リュテニッツァ(Ljutenica)は、ブルガリア、北マケドニア、セルビアで食べられる、スパイシーな野菜のレリッシュまたはチャツネである。
材料は、パプリカ、ニンジン、ニンニク、植物油、砂糖、食塩及びトマトである。滑らかなもの、具材の入ったもの、辛くないトウガラシまたはナスを使ったもの、マイルドなもの等、様々な種類がある。
ブルガリアでは、リュテニッツァは瓶に入れられ、トーストやパンのスプレッドとしても用いられる。また、肉、ミートボール、ケバプチェ等と一緒に食べることも多い。多くの家庭では、一年を通して食べられる。
近年では、リュテニッツァやアイバルが市販されることも多い。これらの大量生産により、バルカン半島外でもよく食べられるようになった。

## 関連項目

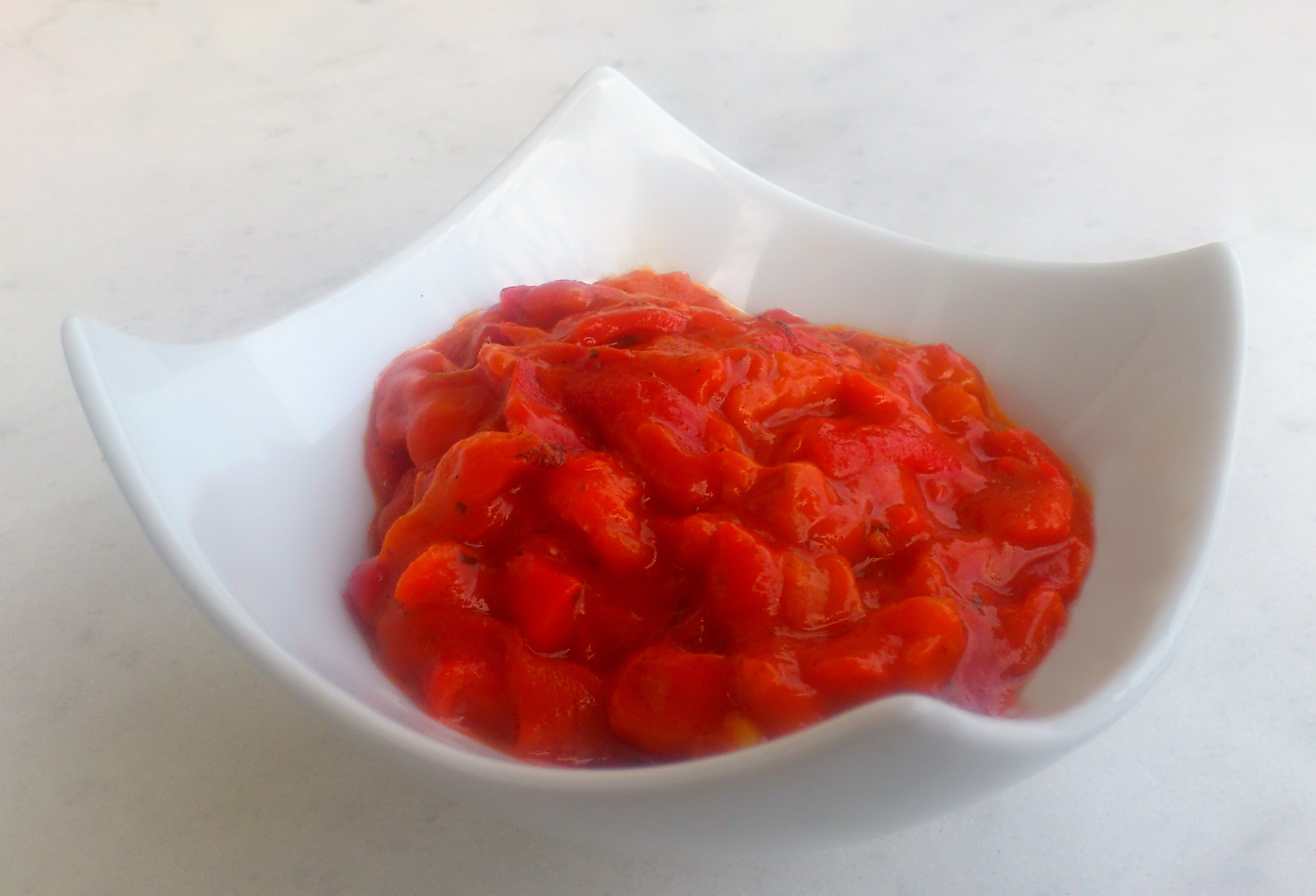
みじん切りのトウガラシが入ったリュテニッツァ